# Бунлун Мансап, Михаил
Михаил Бунлун Мансап (2 апреля 1929 года, Ватпленг, Таиланд — 2 декабря 2010 года, Таиланд) — католический прелат, епископ Убонратчатхани с 21 мая 1976 года по 25 марта 2006 года.

## Биография
Михаил Бунлун Мансап родился 2 апреля 1929 года в Ватрленге, Таиланд. 21 декабря 1951 года был рукоположён в священника,
21 мая 1976 года Римский папа Павел VI назначил Михаила Бунлуна Мансапа епископом Убонратчатхани. 12 августа 1976 года состоялось рукоположение Михаила Бунлуна Мансапа в епископа, которое совершил епископ Клод-Жермен Берто в сослужении с архиепископом Бангкока Михаилом Мичаи Китбунчу и епископом Ратбури Иосифом Эк Тхабпингом.